# Llista d'episodis de How to Get Away with Murder
How to Get Away with Murder és un drama legal que explica la vida personal i professional d'Annalise Keating, una professora de dret criminal de la Middleton University i dels seus cinc millors estudiants. Aquí trobareu una relació dels capítols emessos.
| Temporada | Temporada | Capítols | Emissió original       | Emissió original     |
| Temporada | Temporada | Capítols | Season Premiere        | Season Finale        |
| --------- | --------- | -------- | ---------------------- | -------------------- |
|           | 1         | 15       | 25 de setembre de 2014 | 26 de febrer de 2015 |
|           | 2         | 15       | 24 de setembre de 2015 | 17 de març de 2016   |
|           | 3         | 15       | 22 de setembre de 2016 | 23 de febrer de 2017 |
|           | 4         | 15       | 28 de setembre de 2017 | 15 de març de 2018   |
|           | 5         | 15       | 27 de setembre de 2018 | 28 de fabrer de 2019 |
|           | 6         | 15       | 26 de setembre de 2019 | 14 de maig de 2020   |

## Temporada 1
| Número en la Temporada | Número | Títol                     | Director         | Guionista                              | Primera emissió        | Audiencia (en milions) |
| --- | ------ | ------------------------- | ---------------- | -------------------------------------- | ---------------------- | ---------------------- |
| 1 | 1      | Pilot                     | Michael Offer    | Peter Nowalk                           | 25 de setembre de 2014 | 14.12                  |
| Annalise Keating, una prestigiosa advocada i professora de dret penal inicia un concurs entre els seus alumnes per poder guanyar un lloc i treballar en el seu bufet. Un per un, els estudiants presenten una teoria a la professora sobre com poder defensar a Gina Sadowski, l'assistent d'Arthur Kaufman, un important empresari que ha sofert un atemptat contra la seva vida. Entre els escollits es troben Connor Walsh, Michaela Pratt, Asher Millstone, Laurel Castillo y Wes Gibbins, que faran l'impossible per destacar davant Keating. D'altra banda, la desaparició de Lila Stangard, té consternats als seus companys de la universitat. Wes descobreix la infidelitat de l'Annalise cap al seu marit i Laurel s'assabenta de la conspiració que existeix entre l'assistent i l'esposa de Kaufman. Finalment, l'equip aconsegueix que Sadowski sigui declarada innocent i el cos de Stangard apareix en el tanc d'aigua de la germandat. En un flashforward, Michaela, Laurel, Wes i Connor conspiren per fer desaparèixer tota evidencia en l'assassinat de Sam Keating. |        |                           |                  |                                        |                        |                        |
| 2 | 2      | It's All Her Fault        | Bill D'Elia      | Peter Nowalk                           | 2 d'octubre de 2014    | 11.94                  |
| A la vegada que defensa a un milionari acusat de matar a la seva dona, Annalise comença a qüestionar-se si Sam va tenir alguna cosa a veure amb la mort de Lila Stangard i parla amb en Nate perquè l'ajudi a investigar la coartada del seu marit; mentre que Rebecca Sutter, la veïna d'en Wes passa a ser la sospitosa principal. En un altre flashforward, es revela que Wes intenta protegir la Rebecca d'esquena als seus companys. |        |                           |                  |                                        |                        |                        |
| 3 | 3      | Smile, or Go to Jail      | Randy Zisk       | Rob Fresco                             | 9 d'octubre de 2014    | 10.81                  |
| Annalise accepta ajudar a Paula Murphy, una mare que va ser arrestada per tenir sexe en públic, que resulta estar connectada amb l'explosió d'una bomba l'any 1994 plantada per un grup extremista, defensa de la qual depèn de la declaració de Gabriel Shaw, líder de l'esmentat grup. Mentrestant, la universitat li demana a l'Annalise defensar a en Griffin O'Reilly en el cas de l'assassinat de Lila Stangard, però ella evita respondre fins a estar segura que en Sam no estigui involucrat. Després d'escoltar el testimoni d'en Griffin en el que intenta incrimina a la Rebecca, Wes intenta ajudar-la i es fa passar per un advocat d'ofici però és descobert. D'altra banda, en Nate descobreix que la coartada d'en Sam durant la nit de l'assassinat de la Lila es falsa i en Connor posa en risc la relació de la Michaela al confessar que va mantenir relacions sexuals amb el seu promès. En Wes confessa a l'Annalise que creu que la Rebecca és innocent i defensar a en Griffin és un error mentre que en Nate li menteix sobre la coartada del seu marit; la Paula s'escapa amb en Gabriel i l'Annalise accepta defensar a la Rebecca. Finalment, durant la nit del assassinat d'en Sam, els nois creuen que poden utilitzar la foguera com coartada però Michaela descobreix que a perdut l'anell de compromís.           |        |                           |                  |                                        |                        |                        |
| 4 | 4      | Let's Get to Scooping     | Laura Innes      | Erika Green Swaffotd                   | 16 d'octubre de 2014   | 9.79                   |
| Després que el jutge fixés una fiança molt alta per la Rebecca, l'Annalise intenta aconseguir detalls sobre la confessió que va fer la noia a la fiscalia i descobreix que Wes podria haver-hi influït en la confessió i decideix apartar-lo del cas. Durant això, l'Annalise i el seu equip han de demostrar la innocència de Marren Trudeau, qui és acusada per l'ús d'informació privilegiada. En Connor aconsegueix la confessió de l'assistent de Trudeau després de tenir sexe amb ell i arran de ser descobert és suïcida. L'Oliver descobreix que en Connor li va ser infidel i talla amb ell. D'altra banda, l'Annalise redueix la fiança de la Rebecca al demostrar que va ser coaccionada i en Wes li demana a la Rebecca que li mostri el que hi ha en el telèfon de Lila. Finalment, l'Annalise s'enfronta amb en Sam sobre les fotos en el telèfon de la Lila on apareix despullat. Durant la nit de l'assassinat d'en Sam, en Asher apareix a la casa de l'Annalise i quasi descobreix als seus companys amb el cadàver del Sr. Keating i en Connor acudeix a en Oliver per desfogar-se. |        |                           |                  |                                        |                        |                        |
| 5 | 5      | We're Not Friends         | Michael Listo    | Tracey A. Bellomo                      | 23 d'octubre de 2014   | 9.97                   |
| El bufet de l'Annalise ha de defensar a en Ryan Remini, un menor que va assassinar al seu pare per defensar a la seva mare. Durant el desenvolupament del cas, en Nate confessa que la coartada d'en Sam a l'Annalise i la culpa per haver estat despatxat pero ella descobreix que la verdadera responsable és la Bonnie i confronta al seu marit sobre la seva relació amb la Lila. D'altra banda, l'equip aconsegueix que el cas sigui declarat nul per corrupció del jurat, i l'Annalise obliga a en Sam a avaluar a la Rebecca per saber si coneix la identitat de l'home en el telèfon de la Lila. Més tard, la Rebecca explica a en Wes que creu que els Keating estan involucrats en l'assassinat de la Lila. Després de comprovar-ho, en Wes s'enfronta a l'Annalise. Finalment, durant la nit de l'assassinat d'en Sam, la Laurel ignora les trucades d'en Frank però és obligada per la Michaela a respondre per tenir una coartada, després de confessar que ha estat mantenir relacions amb ell. En Frank li demana perdó i li diu que farà qualsevol cosa para demostrar-ho i quan en Connor intenta obligar a tornar el trofeu a en Asher, Laurel acut a en Frank. |        |                           |                  |                                        |                        |                        |
| 6 | 6      | Freakin' Whack-a-Mole     | Bill D'Elia      | Mike Foley                             | 30 d'octubre de 2014   | 8.68                   |
| Quan una apel·lació és concedida en un cas que es tornà personal per l'Annalise, demana als estudiants que busquin qualsevol cosa que puguin utilitzar per salvar la vida de l'home. Mentrestant, després que en Asher descobreix que el seu pare va ser el jutge que presidí el cas i que el va fer servir per escalar posicions en el seu treball, en Wes li diu a l'Annalise que ha d'aconseguir portar la Rebecca a casa o la premsa aconseguirà l'evidència en el telèfon de la Lila. L'Annalise li demana a en Frank que investigui on es troba la noia. D'altra banda, la Bonnie exigeix a la Laurel que deixi a en Frank; i en Asher discuteix amb el seu pare, que no nega la corrupció en el cas que porta l'Annalise i que porta a guanyar l'apel·lació. Noves evidències en el cas Stangard apareixen que porten a creure que en Griffin O'Reilly és el principal sospitós; Rebecca torna a la ciutat i en Nate descobreix que Frank va ser qui va posar les noves evidencies en el cotxe d'en Griffin. Finalment, a la nit de l'assassinat d'en Sam, es revela que en Asher i la Bonnie han tingut sexe i l'Annalise truca a aquesta última anunciant greus notícies. |        |                           |                  |                                        |                        |                        |
| 7 | 7      | He Deserved to Die        | Eric Stoltz      | Warren Hsu Leonard                     | 6 de novembre de 2014  | 9.18                   |
| Després que l'advocat d'en Griffin decidís demanar l'exhumació del cos de la Lila, l'Annalise i el seu equip busquen la manera d'aconseguir la desestimació, però a causa de contradiccions dels forenses, la jutgessa decideix acceptar la moció. Mentrestant, Kan li ofereix a la Laurel treballar per ell i ella respon que necessita pensar-ho. La Michaela descobreix que els seus futurs sogres volen que firmi un acord prenupcial i en Connor s'assabenta que l'Oliver té una nova parella. L'Annalise descobreix que la fiscalia i l'advocat d'en Griffin han fet un acord que perjudica la Rebecca i decideix violar l'ordre de silenci davant la premsa per obligar a la fiscalia a tancar l'acord i la Rebecca aconsegueix que en Wes s'obri amb ella. D'altra banda, en Nate parla amb la Rebecca i li demana ajuda per atrapar l'assassí de la Lila i la Bonnie anuncia que la segona autòpsia mostra que la Lila estava embarassada. |        |                           |                  |                                        |                        |                        |
| 8 | 8      | He Has a Wife             | Debbie Allen     | Doug Stockstill                        | 13 de novembre de 2014 | 9.25                   |
| L'Annalise es prepara per defensar a una mare que és acusada d'haver assassinat a la cuidadora del seu fill estant medicada. Mentrestant, en Connor intenta organitzar un grup d'estudi en lloc d'anar a la foguera. El cas esdevé un triangle amorós entre la cuidadora, el pare i el fill, en el qual resulta ser el pare el veritable assassí. Durant la nit de la foguera, la Michaela rep la visita inesperada de la mare del seu promès, que intenta obligarà a firmar l'acord prenupcial; en Nate li dona a la Rebecca un USB per aconseguir la informació necessària contra en Sam; la Laurel descobreix que en Frank té parella i la Bonnie confessa a l'Annalise que en Sam sabia de l'embaràs de Lila i tot seguit per la feina. La Michaela roba el trofeu de l'Asher i en Wes descobreix els plans d'en Nate i adverteix la Rebecca sobre aquests. La Rebecca aprofita l'arribada d'en Connor, pren l'USB i s'envà a casa dels Keating. Finalment, l'Annalise li revela a en Sam que ha demanat a la cort una ordre per prendre l'ADN de tots els homes relacionats amb la Lila. |        |                           |                  |                                        |                        |                        |
| 9 | 9      | Kill Me, Kill Me, Kill Me | Stephen Williams | Mike Floey i Erika Gree Swafford       | 20 de novembre de 2014 | 9.82                   |
| És la nit de la foguera i l'Annalise s'enfronta a en Sam sobre l'assassinat de la Lila, i li revela l'aventura amb en Nate. Després de la baralla, l'Annalise deixa la casa. Wes explica a la Laurel i a en Connor els plans de la Rebecca. D'altra banda, la Michaela apareix a casa els Keating amb el trofeu de Asher just quan en Sam descobreix a la Rebecca intentant colar-se dins la casa. La Rebecca entra a l'habitació d'en Sam i agafa l'ordinador d'aquest per obtenir la informació necessària per incriminar-lo. La Laurel, en Wes i en Connor arriben a la casa després d'una trucada de la Michaela. La Laurel agafa l'USB i en Sam la persegueix però la Michaela el llença per les escales. Creient que és mort entren en pànic però Sam s'aixeca i ataca a la Rebecca, però en Wes colpeja a en Sam amb el trofeu. Mentrestant, l'Annalise visita a en Nate i li explica tot el que ha passat amb en Sam i acaben fent l'amor. A la vegada que els nois es desfan del cos del seu marit, l'Annalise li deixa un missatge de veu intentant fent les paus. L'endemà, la Michaela visita a la seva sogra i li entrega l'acord prenupcial firmat i l'Annalise avisa als alumnes per què declarin sobre la desaparició d'en Sam. En un flashback a la nit anterior, es veu com l'Annalise sorprèn en Wes davant el cadàver d'en Sam. |        |                           |                  |                                        |                        |                        |
| 10 | 10     | Hello Raskolnikov         | Michael Offer    | Marcus Dalzine                         | 29 de gener de 2015    | 9.18                   |
| 11 | 11     | Best Christmas Ever       | Michael Katleman | Tracy A. Bellomo i Warren Hsu Leonard  | 5 de febrer de 2015    | 8.34                   |
| 12 | 12     | She's a Murderer          | Bill D'Elia      | Erika Harrison                         | 12 de febrer de 2015   | 8.44                   |
| 13 | 13     | Mama's Here Now           | Mike Listo       | Erika Green Swafford i Doug Stockstill | 19 de febrer de 2015   | 8.86                   |
| 14 | 14     | The Day Lila Died         | Laura Innes      | Michael Foley                          | 26 de febrer de 2015   | 8.99                   |
| 15 | 15     | It's All My Fault         | Bill D'Elia      | Peter Nowalk                           | 26 de febrer de 2015   | 8.99                   |

## Temporada 2
| Número en la Temporada | Número | Títol                           | Director           | Guionista                            | Primera emissió        | Audiencia (en milions) |
| ---------------------- | ------ | ------------------------------- | ------------------ | ------------------------------------ | ---------------------- | ---------------------- |
| 16                     | 1      | It's Time to Move On            | Bill D'Elia        | Peter Nowalk                         | 24 de setembre de 2015 | 8.38                   |
| 17                     | 2      | She's Dying                     | Rob Hardy          | Erika Green Swafford                 | 1 d'octubre de 2015    | 7.53                   |
| 18                     | 3      | It's Called the Octopus         | John Terlesky      | Joe Fazzio                           | 8 d'octubre de 2015    | 7.22                   |
| 19                     | 4      | Skanks Get Shanked              | Stephen Williams   | Angela Robinson                      | 15 d'octubre de 2015   | 6.81                   |
| 20                     | 5      | Meet Bonnie                     | Stephen Cragg      | Sarah L. Thompson                    | 22 d'octubre de 2015   | 6.95                   |
| 21                     | 6      | Two Birds, One Millstone        | Mike Listo         | Michael Foley                        | 29 d'octubre de 2015   | 6.27                   |
| 22                     | 7      | I Want You to Die               | Kevin Bray         | Warren Hsu Leonard                   | 5 de novembre de 2015  | 6.49                   |
| 23                     | 8      | Hi, I'm Philip                  | Jennifer Getzinger | Tanya Saracho                        | 12 de novembre de 2015 | 6.71                   |
| 24                     | 9      | What Did We Do?                 | Bill D'Elia        | Michael Foley i Erika Green Swafford | 19 de novembre de 2015 | 7.19                   |
| 25                     | 10     | What Happened to You, Annalise? | Laura Innes        | J. C. Lee                            | 11 de febrer de 2016   | 5.82                   |
| 26                     | 11     | She Hates Us                    | Bill D'Elia        | Erika Harrison                       | 18 de febrer de 2016   | 4.88                   |
| 27                     | 12     | It's a Trap                     | Mike Listo         | Joe Fazzio i Tanya Saracho           | 25 de febrer de 2016   | 4.86                   |
| 28                     | 13     | Something Bad Happened          | Zetna Fuentes      | Michael Foley i Warren Hsu Leonard   | 3 de març de 2016      | 4.53                   |
| 29                     | 14     | There's My Baby                 | Stephen Williams   | J.C. Lee i Erika Harrison            | 10 de març de 2016     | 4.80                   |
| 30                     | 15     | Anna Mae                        | Bill D'Elia        | Peter Nowalk                         | 17 de març de 2016     | 5.29                   |

## Temporada 3
| Número en la Temporada | Número | Títol                              | Director              | Guionista            | Primera emissió        | Audiencia (en milions) |
| ---------------------- | ------ | ---------------------------------- | --------------------- | -------------------- | ---------------------- | ---------------------- |
| 31                     | 1      | We're Good People Now              | Bill D'Elia           | Peter Nowalk         | 22 de setembre de 2016 | 5.11                   |
| 32                     | 2      | There Are Worse Things Than Murder | Zetna Fuentes         | Angela Robinson      | 29 de setembre de 2016 | 4.33                   |
| 33                     | 3      | Always Bet Black                   | Stephen Cragg         | Joe Fazzio           | 6 d'octubre de 2016    | 4.40                   |
| 34                     | 4      | Don't Tell Annalise                | Kevin Rodney Sullivan | Erika Green Swafford | 13 d'octubre de 2016   | 4.00                   |
| 35                     | 5      | It's About Frank                   | Jann Turner           | J. C. Lee            | 20 d'octubre de 2016   | 4.29                   |
| 36                     | 6      | Is Someone Really Dead?            | Sharat Raju           | Fernanda Coppel      | 27 d'octubre de 2016   | 4.07                   |
| 37                     | 7      | Call It Mother's Intuition         | Mike Smith            | Erika Harrison       | 3 de novembre de 2016  | 4.08                   |
| 38                     | 8      | No More Blood                      | Jet Wilkinson         | Morenike Balogun     | 10 de novembre de 2016 | 4.32                   |
| 39                     | 9      | Who's Dead?                        | Bill D'Elia           | Michael Foley        | 17 de novembre de 2016 | 4.95                   |
| 40                     | 10     | We're Bad People                   | Jennifer Getzinger    | Sarah L. Thompson    | 26 de gener de 2017    | 5.41                   |
| 41                     | 11     | Not Everything's About Annalise    | Nicole Rubio          | Abby Ajayi           | 2 de febrer de 2017    | 4.69                   |
| 42                     | 12     | Go Cry Somewhere Else              | Cherie Nowlan         | Daniel Robinson      | 9 de febrer de 2017    | 4.92                   |
| 43                     | 13     | It's War                           | Hanelle Culpepper     | Brendan Kelly        | 16 de febrer de 2016   | 4.66                   |
| 44                     | 14     | He Made a Terrible Mistake         | Jet Wilkinson         | Joe Fazzio           | 23 de febrer de 2017   | 4.92                   |
| 45                     | 15     | Wes                                | Bill D'Elia           | Peter Nowalk         | 23 de febrer de 2017   | 4.92                   |

## Temporada 4
| Número en la Temporada | Número | Títol                                 | Director         | Guionista                            | Primera emissió        | Audiencia (en milions) |
| ---------------------- | ------ | ------------------------------------- | ---------------- | ------------------------------------ | ---------------------- | ---------------------- |
| 46                     | 1      | I'm Going Away                        | Jet Wilkinson    | Peter Nowalk                         | 28 de setembre de 2017 | 3.96                   |
| 47                     | 2      | I'm Not Her                           | Paris Barclay    | Maya Goldsmith                       | 5 d'octubre de 2017    | 3.88                   |
| 48                     | 3      | It's for the Greater Good             | Nicole Rubio     | Erika Harrison                       | 12 d'octubre de 2017   | 3.88                   |
| 49                     | 4      | Was She Ever Good at Her Job?         | Mike Smith       | Michael Russo                        | 19 d'octubre de 2017   | 3.56                   |
| 50                     | 5      | I Love Her                            | Lexi Alexander   | Sarah L. Thompson                    | 26 d'octubre de 2017   | 3.56                   |
| 51                     | 6      | Stay Strong, Mama                     | Cherie Nowlan    | Morenike Balogun                     | 2 de novembre de 2017  | 3.56                   |
| 52                     | 7      | Nobody Roots for Goliath              | Nzingha Stewart  | Daniel Robinson                      | 9 de novembre de 2017  | 3.71                   |
| 53                     | 8      | Live. Live. Live.                     | Rob Hardy        | Joe Fazzio                           | 16 de novembre de 2017 | 3.72                   |
| 54                     | 9      | He's Dead                             | Jet Wilkinson    | Abby Ajayi                           | 18 de gener de 2018    | 3.80                   |
| 55                     | 10     | Everything We Did Was for Nothing     | Jonathan Brown   | Matthew Cruz                         | 25 de gener de 2018    | 3.54                   |
| 56                     | 11     | He's a Bad Father                     | Marta Cunningham | Maya Goldsmith                       | 1 de febrer de 2018    | 3.68                   |
| 57                     | 12     | Ask Him About Stella                  | Stephen Cragg    | Tess Leibowitz                       | 8 de febrer de 2018    | 3.26                   |
| 58                     | 13     | Lahey v. Commonwealth of Pennsylvania | Zetna Fuentes    | Morenike Balogun i Sarah L. Thompson | 1 de març de 2018      | 4.14                   |
| 59                     | 14     | The Day Before He Died                | Scott Printz     | Joe Fazzio                           | 8 de març de 2018      | 3.36                   |
| 60                     | 15     | Nobody Else Is Dying                  | Jet Wilkinson    | Peter Nowalk                         | 15 de març de 2018     | 3.83                   |

## Temporada 5
| Número en la Temporada | Número | Títol                                  | Director           | Guionista                         | Primera emissió        | Audiencia (en milions) |
| ---------------------- | ------ | -------------------------------------- | ------------------ | --------------------------------- | ---------------------- | ---------------------- |
| 61                     | 1      | Your Funeral                           | Stephen Cragg      | Peter Nowalk                      | 27 de setembre de 2018 | 2.93                   |
| 62                     | 2      | Whose Blood Is That?                   | Mike Smith         | Sarah L. Thompson                 | 4 d'octubre de 2018    | 3.02                   |
| 63                     | 3      | The Baby Was Never Dead                | Valerie Weiss      | Erika Harrison                    | 11 d'octubre de 2018   | 3.22                   |
| 64                     | 4      | It's Her Kid                           | Cherie Nowlan      | Maisha Closson                    | 18 d'octubre de 2018   | 2.74                   |
| 65                     | 5      | It Was the Worst Day of My Life        | Laura Innes        | Michael Russo                     | 25 d'octubre de 2018   | 2.93                   |
| 66                     | 6      | We Can Find Him                        | Jonathan Brown     | Tess Leibowitz                    | 1 de novembre de 2018  | 2.86                   |
| 67                     | 7      | I Got Played                           | Eric Laneuville    | Maya Goldsmith                    | 8 de novembre de 2018  | 3.02                   |
| 68                     | 8      | I Want to Love You Until the Day I Die | Stephen Cragg      | Joe Fazzio                        | 15 de novembre de 2018 | 3.13                   |
| 69                     | 9      | He Betrayed Us Both                    | John Terlesky      | Daniel Robinson                   | 17 de gener de 2019    | 2.84                   |
| 70                     | 10     | Don't Go Dark on Me                    | Cherie Nowlan      | Sara Rose Feinberg                | 24 de gener de 2019    | 2.74                   |
| 71                     | 11     | Be the Martyr                          | Alrick Riley       | Matthew Cruz                      | 31 de gener de 2019    | 2.58                   |
| 72                     | 12     | We Know Everything                     | Jennifer Getzinger | Michael Russo i Sarah L. Thompson | 7 de febrer de 2019    | 2.74                   |
| 73                     | 13     | Where Are Your Parents?                | DeMane Davis       | Maya Goldsmith i Daniel Robinson  | 14 de febrer de 2019   | 2.57                   |
| 74                     | 14     | Make Me the Enemy                      | Mike Smith         | Erika Harrison i Matthew Cruz     | 21 de febrer de 2019   | 2.56                   |
| 75                     | 15     | Please Say No One Else Is Dead         | Stephen Cragg      | Joe Fazzio                        | 28 de febrer de 2019   | 2.76                   |

## Temporada 6
| Número en la Temporada | Número | Títol                                           | Director          | Guionista                          | Primera emissió        | Audiencia (en milions) |
| ---------------------- | ------ | ----------------------------------------------- | ----------------- | ---------------------------------- | ---------------------- | ---------------------- |
| 76                     | 1      | Say Goodbye                                     | Stephen Cragg     | Sarah L. Thompson                  | 26 de setembre de 2019 | 2.43                   |
| 77                     | 2      | Vivian's Here                                   | Mike Smith        | Michael Russo                      | 3 d'octubre de 2019    | 2.56                   |
| 78                     | 3      | Do You Think I'm a Bad Man?                     | Catriona McKenzie | Daniel Robinson                    | 10 d'octubre de 2019   | 2.23                   |
| 79                     | 4      | I Hate the World                                | Scott Printz      | Matthew Cruz                       | 17 d'octubre de 2019   | 2.10                   |
| 80                     | 5      | We're All Gonna Die                             | Felix Alcala      | Sara Rose Feinberg                 | 24 d'octubre de 2019   | 2.25                   |
| 81                     | 6      | Family Sucks                                    | Laura Innes       | Vanessa James Benton               | 31 d'octubre de 2019   | 2.16                   |
| 82                     | 7      | I'm the Murderer                                | Lily Mariye       | Laurence Andries                   | 7 de novembre de 2019  | 2.21                   |
| 83                     | 8      | I Want to Be Free                               | Alrick Riley      | Hadi Nicholas Deeb                 | 14 de novembre de 2019 | 2.28                   |
| 84                     | 9      | Are You the Mole?                               | Stephen Cragg     | Maisha Closson                     | 21 de novembre de 2019 | 2.16                   |
| 85                     | 10     | We're Not Getting Away With It"                 | Sheelin Choksey   | Tess Leibowitz                     | 2 d'abril de 2020      | 2.91                   |
| 86                     | 11     | The Reckoning                                   | DeMane Davis      | Inda Craig-Galván                  | 9 d'abril de 2020      | 2.78                   |
| 87                     | 12     | Let's Hurt Him                                  | Janice Cooke      | Daniel Robinson & Matthew Cruz     | 16 d'abril de 2020     | 2.81                   |
| 88                     | 13     | What If Sam Wasn't the Bad Guy This Whole Time? | Dawn Wilkinson    | Ricardo C. Lira                    | 30 d'abril de 2020     | 2.77                   |
| 89                     | 14     | Annalise Keating Is Dead                        | John Terlesky     | Sarah L. Thompson & Tess Leibowitz | 7 de maig de 2020      | 2.69                   |
| 90                     | 15     | Stay                                            | Stephen Cragg     | Peter Nowalk                       | 14 de maig de 2020     | 3.20                   |